# Parti travailliste démocrate
Le Parti travailliste démocrate (en anglais : Democratic Labour Party, DLP) est un parti politique de la Barbade fondé en 1955. Il est actuellement dirigé par Freundel Stuart. Le parti est au pouvoir de 1966 à 1976 puis de 1986 à 1994 avant de remporter à nouveau les élections en 2008. Le parti conserve de justesse sa majorité absolue des sièges à l'Assemblée aux élections suivantes en 2013 avec 16 sièges sur 30, mais perd tous ses sièges aux élections de 2018.

## Historique
Le DLP a été fondée en 1955 par Errol Barrow et vingt-neuf autres membres du Parti travailliste de la Barbade qui s'opposaient à Grantley Herbert Adams qu'ils considéraient comme trop conservateur et trop soumis aux intérêts de la puissance coloniale britannique. Lors des élections de 1956, il n'obtient que quatre sièges, mais en 1961, bien qu'il obtienne moins de vote, le DLP obtient la majorité à la Chambre de Représentants et Errol Barrow devient le chef du gouvernement. Il le reste pendant quinze ans et le DLP remporte les élections de 1966, 1971 et 1976.
Après la défaite de 1976, Errol Barrow reste le leader du Parti et pendant dix ans critique vertement l'orientation pro-États-Unis de la politique de Tom Adams puis Harold Bernard St. John. En 1986, le DLP revient au pouvoir avec Errol Barrow, mais ce dernier meurt en fonction le 1er juin 1987. Lloyd Erskine Sandiford devient le nouveau chef du gouvernement et du parti, mais son autorité est mal acceptée et le parti vote une motion de défiance à son égard en 1994.
David Thompson élu à la tête du parti perd les élections de 1994 qui suivait une motion de défiance contre Sandiford et échoue aussi en 1999. Il démissionne en 2001 de ses responsabilités, mais Clyde Mascoll, qui l'avait remplacé, quitte le parti en 2006 pour rejoindre le Parti travailliste de la Barbade. David Thompson reprend alors la tête du parti et remporte les élections de 2008. Après le décès de David Thompson en octobre 2010, c'est son vice-Premier ministre Freundel Stuart qui le remplace à la tête du parti. En 2012, celui-ci nomme pour la première fois une femme à la tête du Sénat : Kerryann Ifill.
Le parti conserve de justesse sa majorité absolue des sièges à l'Assemblée aux élections de 2013, et conserve donc le pouvoir. Lors des élections de 2018, il perd l'ensemble de ses représentants à la Chambre des représentants, et Freundel Stuart perd son poste de Premier Ministre.